# Horní Bříza
Horní Bříza (německy Ober Birken) je město v okrese Plzeň-sever v Plzeňském kraji. Žije v něm přibližně 4 100 obyvatel. Město je obklopeno lesy a protéká jím řeka Bělá. Z jihu na sever vede na východním okraji města železniční trať Plzeň–Žatec. Kromě železničního spojení má město autobusové spojení s Plzní i dalšími městy a obcemi v okolí. V Horní Bříze se nachází Masarykova základní škola, Střední škola Horní Bříza a dvě mateřské školy. Rozvoj města je od konce 19. století spojen s těžbou a zpracováním kaolinu.

## Historie

### Středověk
Ves Březí je historicky doložena v letech 1180–1182. Asi o 40 let později ji kníže daroval Ratmírovi ze Skviřína a ten odkázal plaskému klášteru, aby si zajistil spásu duše. Darování potvrdil roku 1232 král Václav I. Osud Březí byl tak na staletí svázán s plaským klášterem.
V roce 1366 se objevuje první zmínka o sousední vsi Čermné, oddělené od Březí potokem. V Březí na pravém břehu bylo 9 lánů, v Čermné na levém břehu 12 lánů. Opat Mikuláš tehdy zavedl zákupní právo, podle kterého měli poddaní právo zůstat na své usedlosti, pokud řádně odváděli naturální a peněžité dávky, případně robotu. Od doby husitských válek byl plaský klášter nucen svůj majetek zastavovat a obě vsi často měnily majitele. Albrecht z Kolovrat udělil vsím roku 1499 právo odúmrti a právo svobodného stěhování. Roku 1539 se majitelem stal Florián Gryspek z Gryspachu, který na svých statcích vydal Řád selský čili Artikulové soudní a v roce 1558 nechal sepsat první urbář – knihu, kde byl zaznamenán veškerý majetek panství i poddaných a jejich povinností. Březí postupem času splynulo s Čermnou.

### Novověk
Vzhled obce se po staletí neměnil. I podle Tereziánského katastru z roku 1718 bylo v Březí celkem dvanáct sedláků, hajný a kovář. Za panování Josefa II. byl klášter zrušen, majetek převzala náboženská matice a od ní ho roku 1826 koupil kníže Václav Kliment Metternich. V roce 1839 byla postavena kaplička a zavedeno číslování domů. Průmysl začal pronikat i do těchto zemědělských krajin. Na Horách byly vitriolové hutě, sirné hutě a v roce 1819 se na Čabalkách začalo těžit uhlí. V roce 1848 se Hořejší Březí stalo samostatnou obcí s vlastní samosprávou. Prvním starostou byl Václav Matějovec. V té době tu bylo 27 domů a 259 obyvatel.
V roce 1865 obec zachvátil velký požár, který změnil její tvář. Kvůli požáru zde několik požárem postižených sedláků vystavělo u žilovské silnice společnou cihelnu. Další důležitá událost nastala v roce 1871, protože se začala stavět Plzeňsko-Březanská dráha, která procházela i Horní Břízou. Dráhu budovala soukromá společnost v čele s Antonínem ze Starchů, knížetem Metternichem, hrabětem Černínem a hrabětem Lažanským z Manětína. O dráhu mnoho místních zájem neprojevilo a tak i kvůli snaze společnosti mít stanici co nejblíže polesí dráha celou obec téměř míjela. Mnozí proto také dráhu se stanicí vzdálenou 2,5 kilometru od obce ignorovali.
Výrazný zlom však nastal až v letech osmdesátých, kdy tu byl objeven kaolin. Roku 1882 začal v polesí Toku těžit kaolin významný rokycanský podnikatel a báňský odborník Johann Fitz. Postavil plavírnu a v roce 1886 zavedl i výrobu keramického zboží. Stal se tak zakladatelem podniku, který si přes sto let udržoval dominantní postavení v keramickém průmyslu. Obec v té době měla 43 domů a 349 obyvatel se začala rychle rozrůstat. Pro dělníky a úředníky se stavěly domy, budovaly se silnice a vznikaly nové živnosti. Roku 1889 byla otevřena nová škola, později pošta, zdravotní středisko, četnická stanice a postaveno bylo i nové nádraží. Roku 1890 cihelna vystavěná sedláky zanikla ale po první světové válce v roce 1920 stavitel Karel Prach pocházející z Příšova cihelnu rekonstruoval a vybudoval moderní cihlářský podnik. V roce 1903 byla zbourána původní železniční stanice, ale téhož roku byl dokončena nová budova zastávky – čp. 28, nicméně v současné době je již budova samotná dlouho mimo provoz. Dne 16. září 1906 byl založen sbor dobrovolných hasičů. V roce 1943 byla postavena druhá železniční zastávka (Horní Bříza zastávka).

## Přírodní poměry
Město je na východě obklopeno lesy a na západě převažují pole a louky. Horní Bříza leží asi patnáct kilometrů severně od Plzně. Na západě od obce leží Žilov, na severozápadě Trnová, na severu Kaznějov dále severovýchodně je Obora, na východě sousedí s Horní Břízou Hromnice, jihovýchodě je to Česká Bříza, na jihu Třemošná a Záluží a na jihozápadě Ledce. V okolí lze také objevit paleontologické nálezy a prochází zde i naučná stezka Horní Bříza.

### Geologie
- Okolí potoka Bělá: nivní sediment (kenozoikum,kvartér) – převážně hlína, písek a štěrk[5]
- Většina území (a téměř celá zastavěná plocha): pískovce (paleozoikum, karbon) - pískovec, slepenec, prachovec, jílovec, uhlí, tuf, tufit[5]
- Část území: pískovec, slepenec, prachovec, jílovec[5]

## Obyvatelstvo
|           | 1869 | 1880 | 1890 | 1900 | 1910 | 1921  | 1930  | 1950  | 1961  | 1970  | 1980  | 1991  | 2001  | 2011  | 2021  |
| --------- | ---- | ---- | ---- | ---- | ---- | ----- | ----- | ----- | ----- | ----- | ----- | ----- | ----- | ----- | ----- |
| Obyvatelé | 328  | 349  | 451  | 624  | 884  | 1 327 | 1 617 | 1 752 | 2 087 | 2 323 | 3 122 | 4 007 | 4 487 | 4 356 | 4 105 |
| Domy      | 36   | 43   | 55   | 74   | 91   | 129   | 206   | 305   | 349   | 423   | 472   | 567   | 592   | 630   | 671   |

## Městské symboly
Znak a vlajka byly městu uděleny rozhodnutím předsedy Poslanecké sněmovny Parlamentu České republiky dne 19. ledna 1995.
Znak ve tvaru štítu s červeným „kůlem“, v levém poli bříza a v pravém zeleno-bílá (popř. stříbrná) šachovnice. Vlajka je tvořena třemi vodorovnými pruhy – bílý, červený, zelený v poměru 2:1:2, poměr šířky k délce je 2:3.

## Doprava
Městem vede železniční trať Plzeň–Žatec, na které se nachází stanice Horní Bříza.

## Muzea
- Muzeum Horní Bříza v Tovární ulici

## Pamětihodnosti
- Kaplička svatého Petra
- Pomník obětí druhé světové války na hřbitově
- Pamětní deska TGM

## Partnerská města
- Villeneuve-sur-Yonne, Francie

## Další fotografie

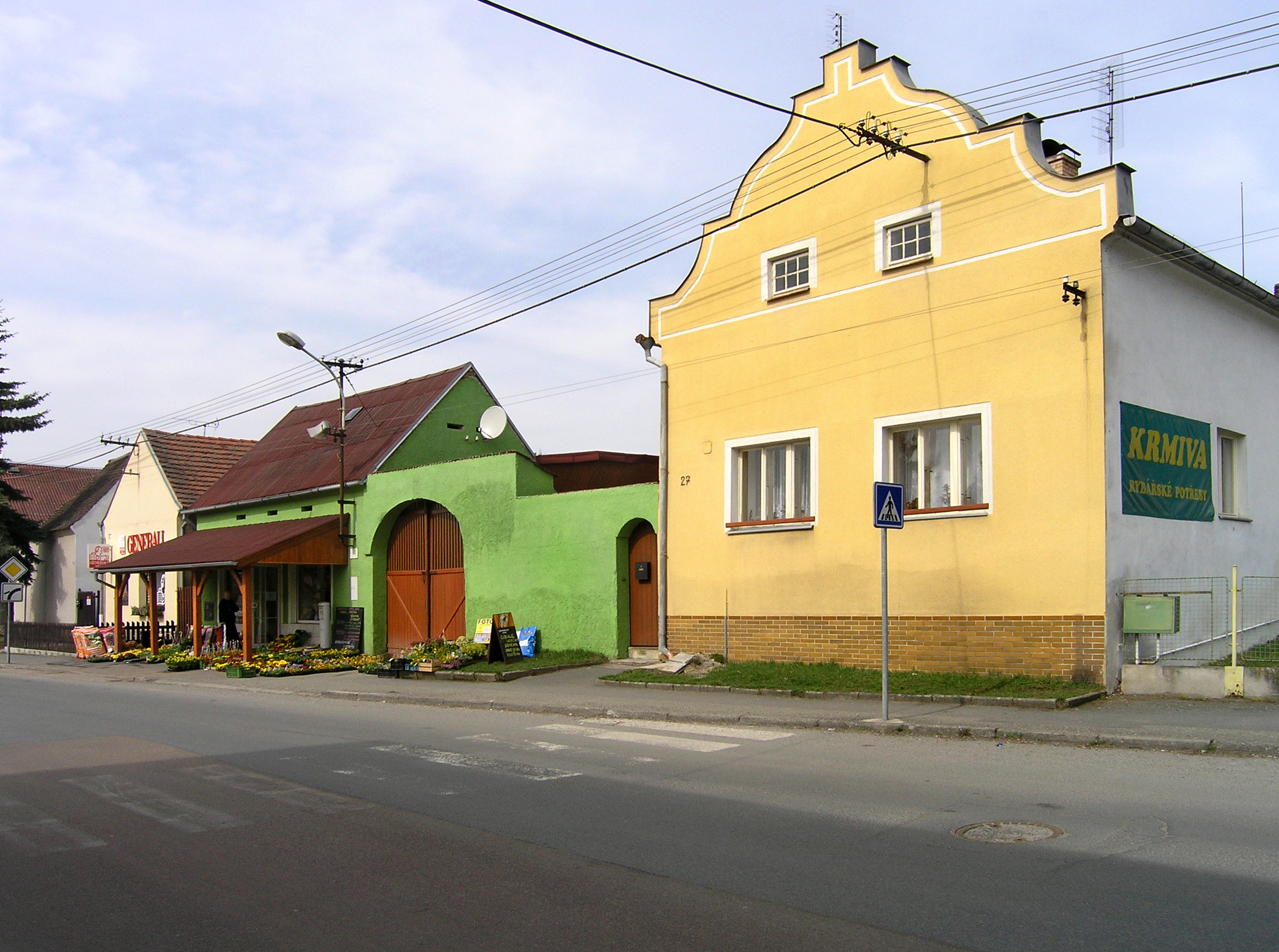
Náves na jihu města
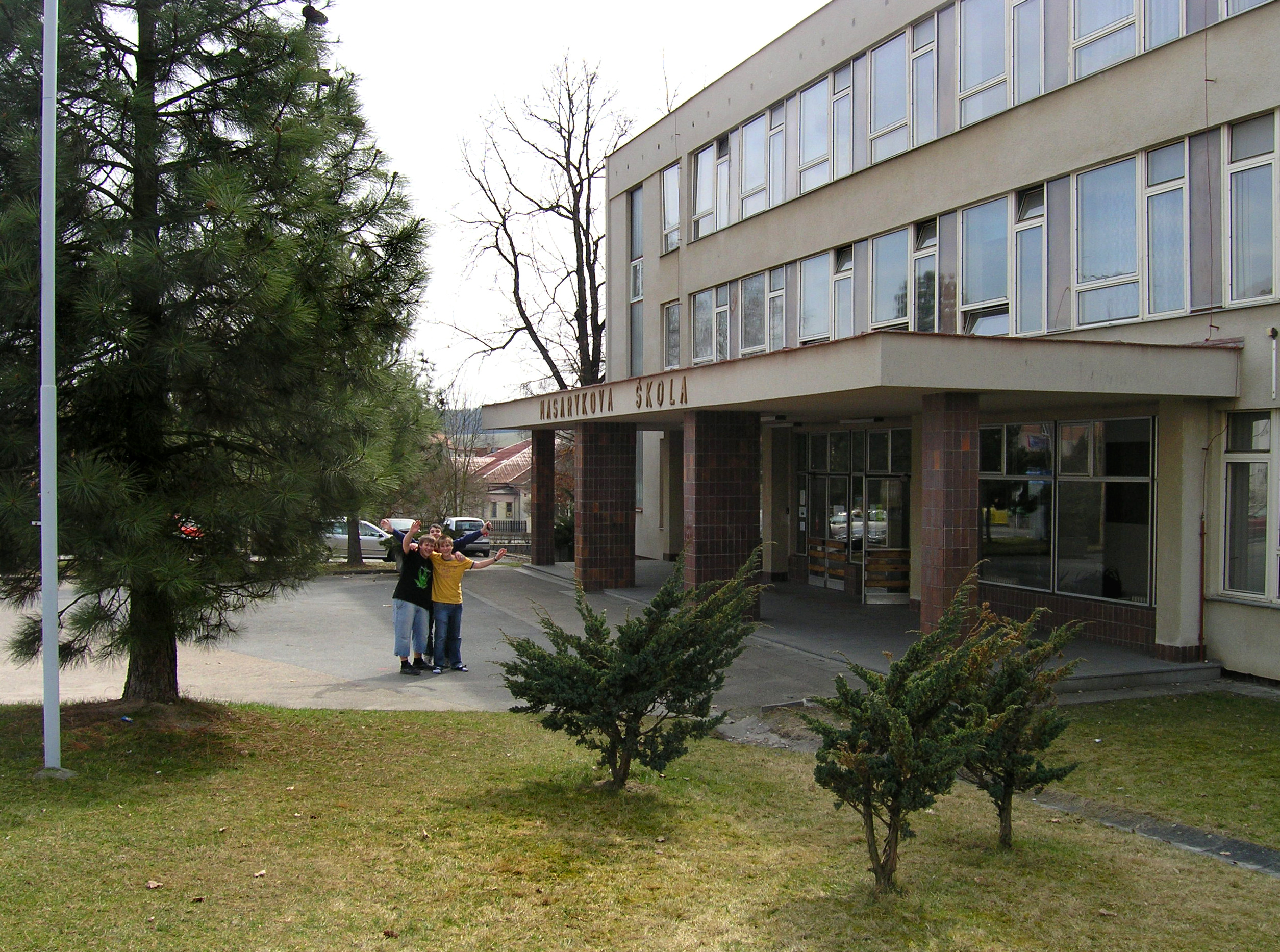
Masarykova škola
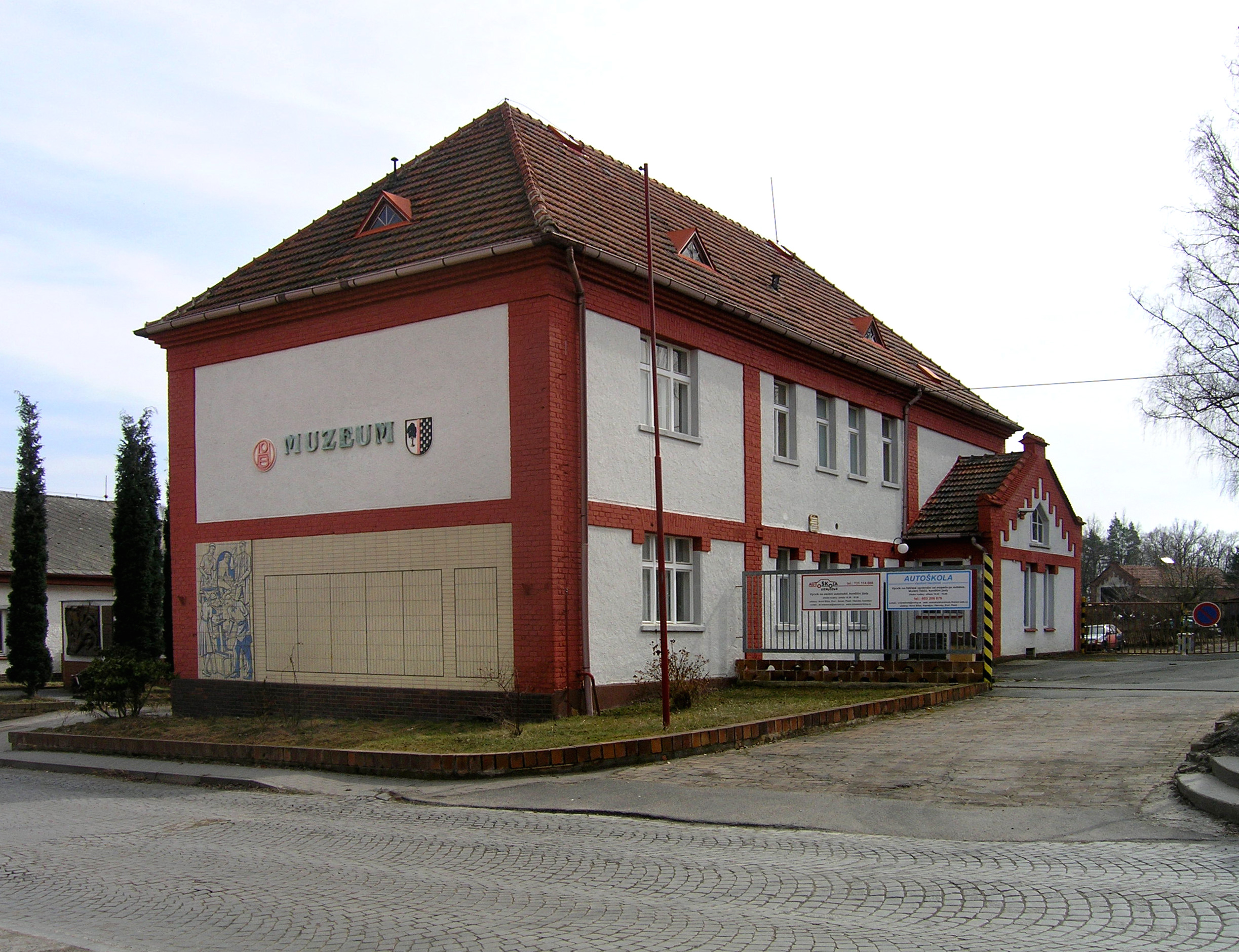
Muzeum keramiky
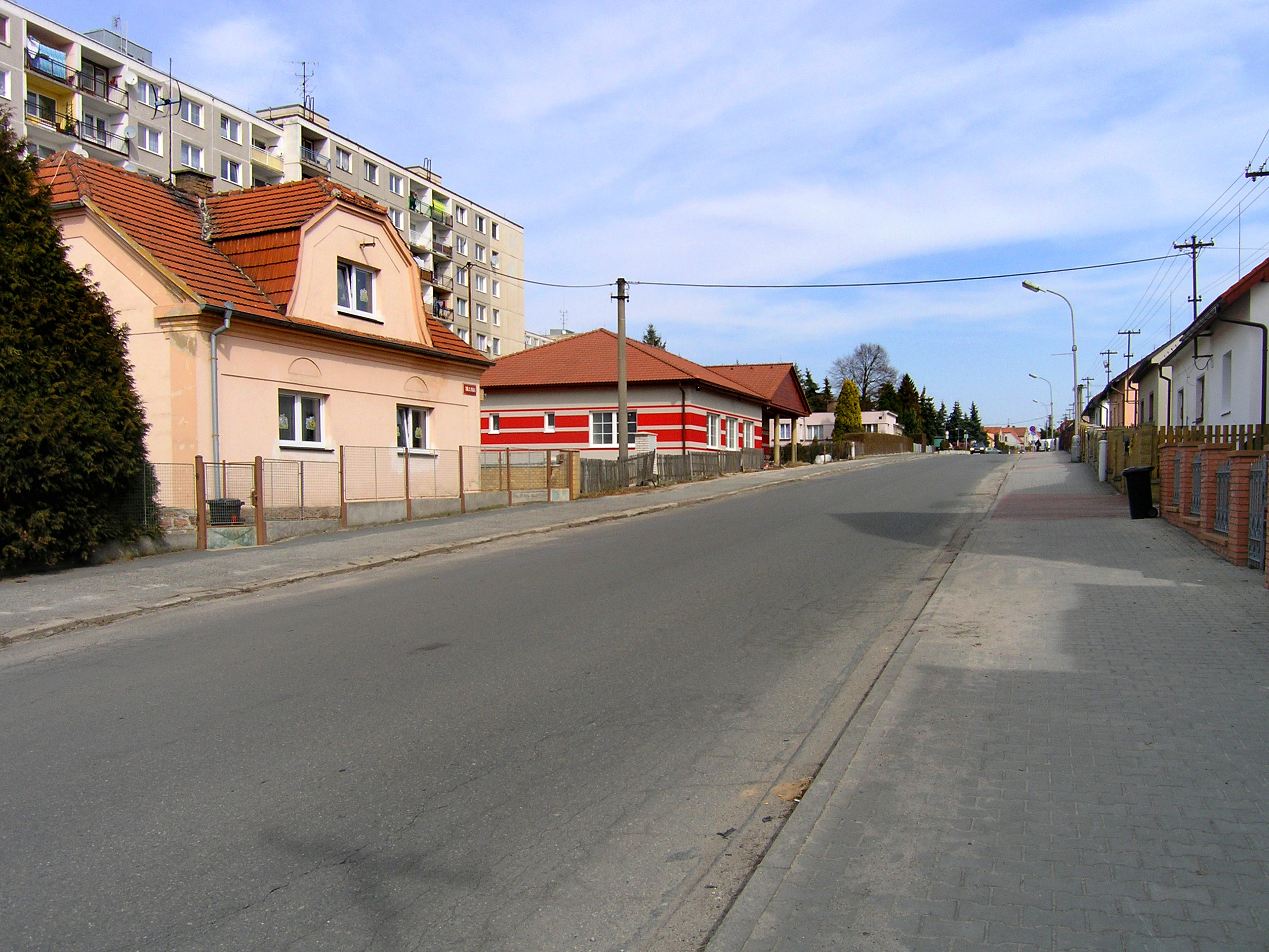
Třída 1. máje
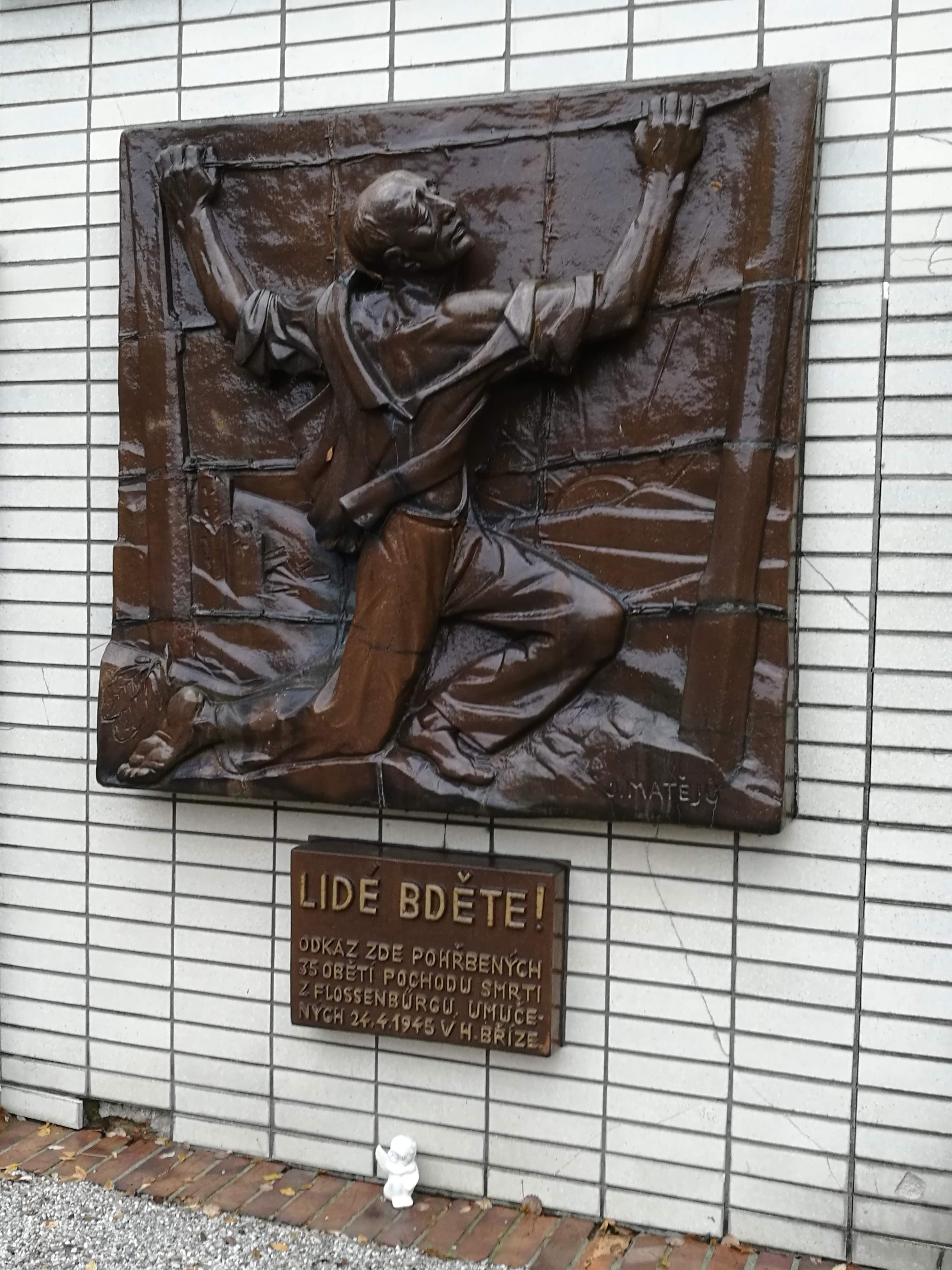
Pomník obětem pochodu smrti z koncentračního tábora Flossenbürg na místním hřbitově